# Диалекты русского языка

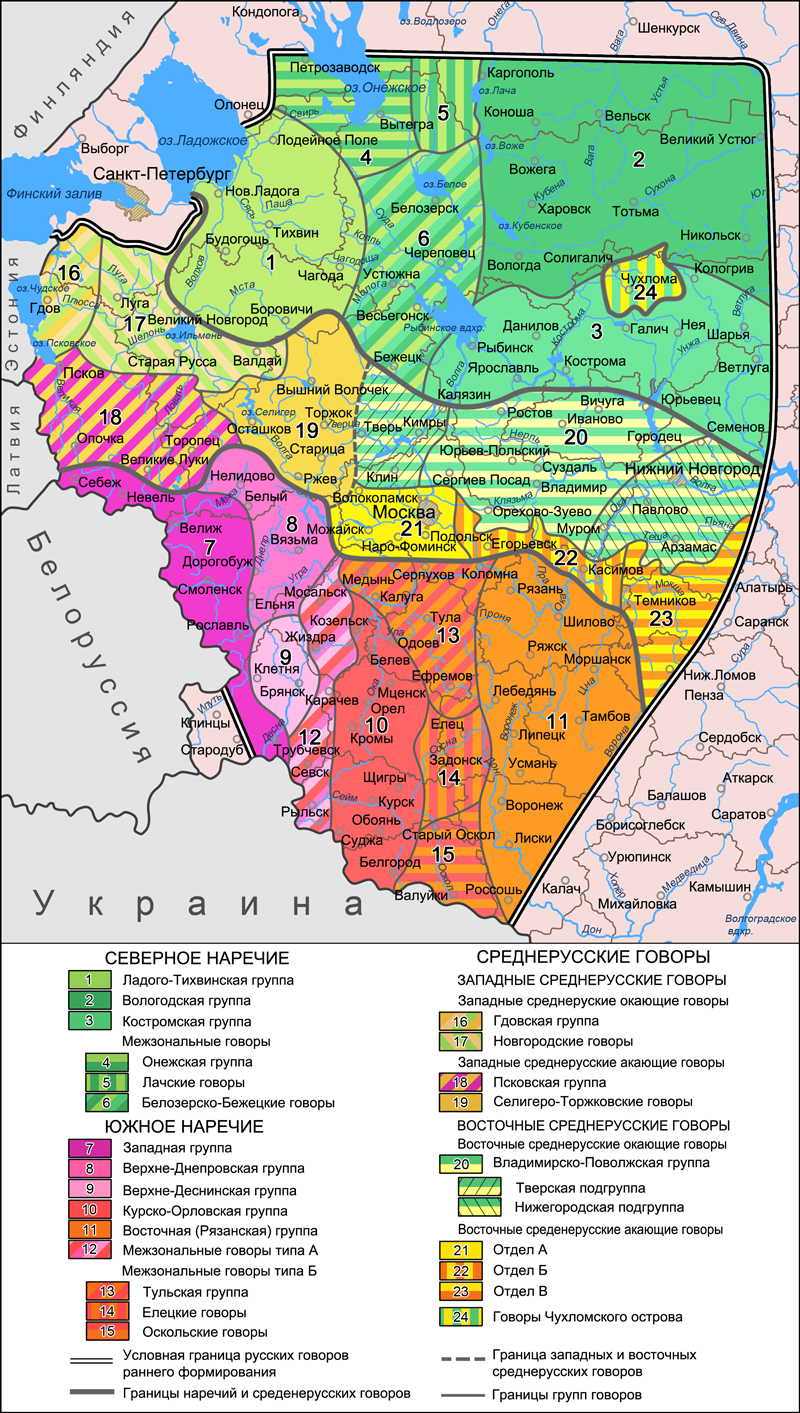
Диалектологическая карта русского языка 1965 года. Диалекты русского языка на территории первичного формирования.
Основой данной карты является диалектологическая карта, составленная К. Ф. Захаровой и В. Г. Орловой и впервые опубликованная в работе «Русская диалектология» под редакцией Р. И. Аванесова и В. Г. Орловой в 1965 году

Диале́кты ру́сского языка́ — территориальные разновидности русского языка, объединяемые в традициях русской диалектологии в две основные крупные диалектные величины — наречия (северное наречие русского языка и южное наречие русского языка), между которыми расположена область переходных говоров (среднерусские говоры). Наречия и переходные говоры включают в свой состав группы говоров (реже выделяются подгруппы говоров). В качестве величин второго, дополнительного диалектного членения территории распространения русского языка в целом, играющего вспомогательную роль, выделяются диалектные зоны.

## Ареал

### Говоры раннего и позднего формирования
В диалектологии различают территорию исконного великорусского заселения (великорусская область распространения русского языка на XV век), не включающую Среднее и Нижнее Поволжье, Урал, Сибирь, Северный Кавказ, с одной стороны, и область более позднего русского заселения, с другой стороны. В пределах территории исконного заселения ещё в XV веке сложились две большие группировки говоров: северное наречие и южное наречие, — характеризуемые рядом чётких изоглосс, а также промежуточные среднерусские говоры. Для территории позднего формирования (азиатская часть РФ, Поволжье, Кавказ) характерно отсутствие чёткого деления диалектных зон, пестрота небольших ареалов, восходящих к речи переселенцев из разных регионов, а также черты, отражающие смешение разных диалектов.
Диалект потомков русских колониальных граждан Русской Америки до сих пор сохраняется в некоторых населённых пунктах Аляски. Главным является нинильчикский диалект, распространённый в статистически обособленной местности Нинильчик на полуострове Кенай. Данный диалект имеет особые грамматические черты, имеются английские, алютикские и денаʼина заимствования.

### Наречия и среднерусские говоры
Территория среднерусских говоров — Псковская, Тверская, Московская, Владимирская, Ивановская, Нижегородская области. Севернее этого пояса — зона северного наречия, южнее — соответственно, южного.

## Классификация

Области распространения говоров. Диалектологическая карта 1914 года

В пределах двух основных диалектных единиц (наречий) и переходных среднерусских говоров на территории первичного формирования выделяются следующие группы и подгруппы говоров:
- северное наречие: ладого-тихвинская, вологодская, костромская, онежская, лачская, белозерско-бежецкая;
- среднерусские говоры: гдовская, новгородская, псковская, селигеро-торжковская, владимирско-поволжская;
- южное наречие: западная, верхне-днепровская, верхне-деснинская, курско-орловская, рязанская.

Среднерусские говоры, прежде всего московские, легли в основу литературного русского языка.

## Современное положение
Степень диалектных различий не препятствует взаимопониманию носителей русских говоров. Широкое развитие образования и СМИ, масштабная миграция населения в XX веке способствовали резкому сокращению носителей традиционных говоров; сейчас это в основном сельские жители старшего поколения. В речи городского населения различных регионов России имеются незначительные отличия, главным образом лексического, отчасти также фонетического характера, иногда опосредованно (через просторечие) связанные с традиционными говорами данного региона. Русские диалекты не имеют письменной формы, их использование, в отличие от многофункционального литературного языка, ограничено рамками бытового общения. Элементы диалектной речи (диалектизмы) встречаются в произведениях классической и современной литературы у многих русских писателей, они используются для характеристики персонажей, создания местного колорита и других целей. Наличие диалектизмов характерно для творчества В. И. Белова, В. Г. Распутина, В. П. Астафьева, М. А. Шолохова, П. П. Бажова, Б. В. Шергина и других русских писателей. Разнообразие русских говоров отражено в многочисленных произведениях русского фольклора. Фольклор используется в современном искусстве: фольклорные записи на русских диалектах лежат в основе творчества группы «Иван-Купала».

## История диалектов

Русские княжества в начале XIII века

Формирование современных русских диалектных групп происходило в результате различного рода взаимодействий, преобразований и перегруппировок диалектов древнерусского языка. Так, северное наречие сложилось в результате междиалектных контактов новгородских и ростово-суздальских переселенцев, осваивавших Русский Север с XII—XIII веков. В процессе обособленного развития к XVII—XVIII векам в севернорусских говорах в равной степени закрепляются те или иные черты новгородского и ростово-суздальского происхождения, а также складываются собственные диалектные инновации. Западные и восточные среднерусские говоры сложились в пределах более древних частей территории Новгородской и Ростово-Суздальской земель. При этом решающую роль в развитии «переходного характера» этих говоров сыграло их взаимодействие с южнорусским диалектным регионом, отдалившее южные новгородские и ростово-суздальские территории от северных. В отличие от северного наречия, сложившегося в ходе поздней восточнославянской колонизации, говоры южного наречия непосредственно связаны с тенденциями языкового развития населения предшествующего исторического периода. Языковые инновации, охватившие южнорусские земли, прежде всего Черниговскую землю и тяготевшую к ней Рязань, изначально противопоставили южные говоры всем остальным древнерусским говорам более северной локализации. Постепенно в сферу влияния южнорусского акающего диалекта вошли смоленско-полоцкие говоры, в результате чего сформировался современный ареал южного наречия русского языка, связанный широкой полосой переходных говоров с говорами белорусского языка.

## Лингвистическая характеристика

### Фонетика

#### Вокализм
В русских диалектах различают следующие системы вокализма:
- Пятифонемные (наиболее распространённые, включающие минимальное количество фонем (/а/, /о/, /у/, /и/, /е/), такое же, как и в русском литературном языке);
- Шестифонемные (включающие те же пять фонем и /ê/ — «е закрытое»);
- Семифонемные (к пяти фонемам добавляются /ê/ и /ô/ — «о закрытое»).

| Подъём         | Ряд      | Ряд     | Ряд    |
| Подъём         | Передний | Средний | Задний |
| -------------- | -------- | ------- | ------ |
| Верхний        | и        |         | у      |
| Средне-верхний | ê        |         | ô      |
| Средний        | е        |         | о      |
| Нижний         |          | а       |        |

В русских диалектах отмечаются два основных типа безударного вокализма — оканье и аканье:
- Оканье (в широком смысле) — различение хотя бы части гласных фонем неверхнего подъёма в безударных слогах. Является характерной чертой севернорусского наречия.
- Аканье (в широком смысле) — неразличение гласных фонем неверхнего подъёма в безударных слогах. Характеризует южнорусское наречие и литературный язык.

### Синтаксис
В отличие от фонетики и морфологии синтаксический строй русских диалектов характеризуется бо́льшим единством. Диалектные различия формируются за счёт небольшого числа синтаксических явлений, в то время как основная часть синтаксических структур в говорах является для них общей, черты синтаксиса в говорах, как правило, совпадают с чертами территориально не ограниченных русского литературного языка и просторечия.

#### Словосочетание
Среди видов синтаксической связи, на которых основано построение моделей словосочетаний, в языковых комплексах отдельных диалектных объединений различия встречаются только в управлении, модели словосочетаний, организованные на основе согласования и примыкания являются общерусскими. 

Диалектные различия в словосочетаниях с предлогами могут образовываться за счёт употребления их в сочетании с существительными в одном значении, но в разных падежах (предлоги ми́мо, во́зле, по́дле с существительными в винительном пад.: прое́хал ми́мо лес, во́зле ре́ку-то не ходи́те, сядь по́дле ба́бушку и т. п.); за счёт употребления предлогов, неизвестных в других диалектных объединениях (двойные предлоги по-за, по-под, по-над; предлоги оба́пол (оба́пола, оба́полы), супроти́в (супроти́, насупроти́в) и др.); за счёт употребления одних предлогов в соответствии другим предлогам (предлоги с или з в значении с, из: вы́йти з ле́са и т. п.). К различиям в беспредложных словосочетаниях относят употребление с переходными глаголами прямого объекта в форме именительного пад. ед. числа существительных жен. рода с окончанием -а: коси́ть трава́, принести́ вода́ и т. п.; а также в форме мн. числа одушевлённых существительных: ко́зы дои́ть пора́, старики́ жале́ть на́до и т. п.; и очень редко в форме ед. числа муж. рода одушевлённых существительных: на́до бык купи́ть и т. п. Диалектные различия могут образовываться за счёт выражения различного круга смысловых отношений в одних и тех же моделях словосочетаний: глагольные словосочетания с существительными в винительном пад. и предлогами по и в, выражающие объектно-целевые отношения: отпра́виться по сосе́дку, пошёл по топо́р, пойти́ в я́годы и т. п.; словосочетания с существительными в форме родительного пад. с предлогом до: схожу́ до ре́чки, пошла́ до врача́ и т. п.; словосочетания с существительными в предложном пад. с предлогом о (об), выражающие временны́е отношения: о ма́слянице блины́ пекли́, о ма́е-то она́ до́ма бу́дет и т. п.; такие же словосочетания с существительными в винительном пад., выражающие пространственные отношения: живём о ре́ку, о и́збу скла́дено и т. п.

#### Простое предложение
Диалектные различия в составе структурных схем простого предложения характерны для односоставных предложений и таких двусоставных предложений, в которых сказуемое выражено неизменяемым словом (наречием, неизменяемой причастной или деепричастной формой).
К схемам простых предложений, характеризующих отдельные диалектные объединения, относят последовательно употребляемые в перфектном значении (которое выражает состояние, являющееся результатом законченного ранее действия) краткие страдательные причастия и деепричастия: из дере́вни уж уе́хано у них, у меня́ пря́лку на пече́ поло́жено, у кота́ уж на пе́чку забра́нось, у неё уж оде́тось, тот по́езд ушо́вши, я́блоки уже́ поспе́вши и т. п. В ряде русских говоров встречаются схемы предложений с глаголом быть в сочетании с инфинитивом значимого глагола: быть дождю́ идти́; с предикативными наречиями в сочетании с существительным в именительном или винительным пад.: нам она́ сама́ на́до, ребя́т издалека́ бы́ло слы́шно и т. п.; с существительными в родительном пад. и глаголами в форме 3-го лица ед. числа, выражающими признаки, не связанные с количеством: есть у нас таки́х пе́сен, е́здило тут вся́кого наро́ду, а отца́-то у тебя́ есть? и т. п.; со словоформами есть (е) как без спрягаемого глагола, так и с глаголом: его́ жена́ есть секретарём, дак ваш муж жив есть? так-то молчи́т всё бо́ле есть и т. п. К диалектным различиям в схемах простых предложений, связанным с употреблением частиц, относятся: наличие в предложениях без вопросительных местоимений или наречий вопросительных частиц ти, чи: ти ба́чила его́? хлеб чи на́до? и т. п.; наличие или отсутствие в ряде говоров известной в литературном языке частицы то, применяемой для выделения отдельных слов: употребление в говорах северо-восточной локализации согласуемых постпозитивных частиц от, та, то, ту, те, ти, ты; употребление обобщённой частицы то или её отсутствие в остальных говорах; предложения без отрицательной частицы не: ничто́ ему́ и ска́зано, никуды́ меня́ возьму́т и т. п.

## История изучения
Ещё в XVIII веке М. В. Ломоносовым в его «Российской грамматике» писал: «Россійской языкъ <главно> можно раздѣлить на три діалекта: 1) московской, 2) поморской, 3) малороссійской», но массовый интерес к русским говорам среди учёных появился только с середины XIX века. К этому периоду относят начало формирования русской диалектологии, первые шаги которой связаны с именами А. Х. Востокова, И. И. Срезневского, В. И. Даля и других. Среди предложенных в то время вариантов членения русского языка (концепции Н. И. Надеждина, М. А. Максимовича и др.) наиболее известен вариант В. И. Даля, в котором он выделил основные наречия (северное и восточное окающие и западное и южное акающие), а также смешанные: сибирское, новороссийское и донское.
Дальнейшее развитие русской диалектологии конца XIX — начала XX веков связывается прежде всего с деятельностью таких учёных, как А. А. Потебня, А. И. Соболевский, А. А. Шахматов, Н. Н. Дурново. Результатом многолетней работы Московской диалектологической комиссии, созданной при содействии А. А. Шахматова в 1903 году, стала диалектологическая карта русского языка, составленная в 1914 и опубликованная в 1915 году. На этой карте были показаны территории распространения северновеликорусского, южновеликорусского, белорусского и малорусского наречий. Большинство лингвистов XIX — начала XX веков, опираясь на «господствовавшие до 1917 г. этнологические воззрения, которые были радикально пересмотрены в послереволюционную эпоху» к крупным группам диалектов (наречиям) русского языка относили малорусское (малороссийское) наречие и белорусское наречие (сейчас выделяемые как украинский и белорусский языки). Общий уровень развития диалектологии начала XX века, неравномерность и недостаточность данных, собранных, как правило, неспециалистами, осложнили работу над картой, но в целом её авторы (Н. Н. Дурново, Н. Н. Соколов и Д. Н. Ушаков) верно наметили состав и расположение диалектных величин: наречий и групп говоров, верно выбрали опорные черты для выделения диалектных единиц и обосновали особое положение среднерусских говоров в диалектном членении русского языка.
1920—1930-е годы в русской диалектологии отмечены работами Е. Ф. Карского, Н. М. Каринского, А. М. Селищева, В. И. Чернышёва, И. Г. Голанова, А. Н. Гвоздева, П. С. Кузнецова, Б. А. Ларина. Послевоенное время связывается прежде всего с развитием теории лингвистической географии, работой по сбору материала для составления диалектологического атласа русского языка в 1945 — 1965 годах (было обследовано около 5 тысяч населенных пунктов по специальной «Программе собираний сведений для составления Диалектологического атласа русского языка»), составлением К. Ф. Захаровой и В. Г. Орловой на основе анализа полученных данных новой диалектологической карты русского языка. Этот период развития русской диалектологии связан с работами Р. И. Аванесова и других советских лингвистов. Наряду с теоретическими работами по русской диалектологии, лингвистами был собран обширный лексический материал и изданы словари большого числа русских диалектов.

### Корпуса диалектной речи
- Корпус бассейна реки Устья
- Корпус говора села Роговатка
- Корпус говора села Спиридонова Буда
- Корпус говора села Малинино
- Корпус опочецких говоров